# Aetheomorpha octomaculata
Aetheomorpha octomaculata là một loài bọ cánh cứng trong họ Chrysomelidae. Loài này được Jacoby miêu tả khoa học năm 1892.